# Магаро, Джон
Джон Ро́берт Ма́гаро (англ. John Robert Magaro, род. 16 февраля 1983, Акрон) — американский актёр. Наиболее известен по роли в фильме «Не исчезай» с Джеймсом Гандольфини — дебюте создателя «Клана Сопрано» Дэвида Чейза в художественном кино.

## Жизнь и карьера
Магаро родился в Акроне, штат Огайо, в семье Джеймса и Венди Магаро и вырос в его пригороде Маноро Фоллс. Его отец имеет итальянское происхождение, а мать — еврейское; он был воспитан в иудейской вере. Его родители были учителями. Посещая городскую окружную школу Стоу-Манро Фоллс, он начал играть в местном театре, в том числе в Кливленд Плей Хаусе и театре Кент Стейт Портхаус в Блоссомском музыкальном центре. В юности Магаро снимался в теле-рекламе, у него была роль в «Службе спасения 911». После выпуска из школы в 2001 году он поступил в Университет Пойнт Парк в Питтсбурге, чтобы стать актёром.
В настоящее время Магаро живёт и работает в Нью-Йорке. Среди известных работ актёра значится фильм «Отважная» (2007) с Джоди Фостер и Терренсом Ховардом; фильм HBO «Добровольцы» (2009) с Кевином Бейконом; и фильм ужасов Уэса Крэйвена «Забери мою душу», в котором Магаро сыграл ведущую роль. В 2016 году Магаро исполнил одну из ведущих ролей в мини-сериале Вуди Аллена «Кризис в шести сценах».

## Фильмография
| Год  | Фильм                         | Фильм (english)                          | Роль                | Примечание |
| ---- | ----------------------------- | ---------------------------------------- | ------------------- | ---------- |
| 2007 | Отважная                      | The Brave One                            | Итан                |            |
| 2007 | Вся жизнь перед глазами       | The Life Before Her Eyes                 | Майкл Патрик        |            |
| 2008 | Убийство школьного президента | Assassination of a High School President | Чиприато            |            |
| 2009 | Посылка                       | The Box                                  | Чарли               |            |
| 2010 | Забери мою душу               | My Soul to Take                          | Алекс Данкельман    |            |
| 2012 | Гуманитарные науки            | Liberal Arts                             | Дин                 |            |
| 2014 | Несломленный                  | Unbroken                                 | Фрэнк А. Тинкер     |            |
| 2015 | Кэрол                         | Carol                                    | Дэнни Макэлрой      |            |
| 2015 | Игра на понижение             | The Big Short                            | Чарли Геллер        | номинация  |
| 2016 | И грянул шторм                | The Finest Hours                         | Эрвин Мэске         |            |
| 2017 | Машина войны                  | War Machine                              | Кори Стэггарт       |            |
| 2017 | Маршалл                       | Marshall                                 | Ирвин Фридман       |            |
| 2018 | Оверлорд                      | Overlord                                 | рядовой Тиббет      |            |
| 2019 | Первая корова                 | First Cow                                | Отис «Куки» Фиговиц |            |
| 2021 | Мейер Лански                  | Lansky                                   | молодой Меер Лански |            |
| 2021 | Множественные святые Ньюарка  | The Many Saints of Newark                | Сильвио Данте       |            |
| 2022 | Звоните Джейн                 | Call Jane                                | детектв Хилмарк     |            |
| 2022 | Появление                     | Showing Up                               | Шон Карр            |            |
| 2023 | Прошлые жизни                 | Past Lives                               | Артур               |            |
| 2026 | Невеста                       | The Bride!                               |                     |            |